# Campuzano
Campuzano es una localidad de Torrelavega (Cantabria, España). Se encuentra a tan solo 1,2 kilómetros de la capital municipal, Torrelavega, y su altitud es de 30 metros sobre el nivel del mar. Con 10 116 habitantes (INE 2019) es, después de Torrelavega, la localidad más poblada del municipio.